# 베네치아에서의 죽음
《베네치아에서의 죽음》(독일어: Der Tod in Venedig)은 토마스 만이 1912년 발표한 중편 소설이다. 뮌헨에서 살고 있는 나이 많은 작가인 구스타프 폰 아셴바흐(Gustav von Aschenbach)가 미소년 타지오(Tadzio)를 만나 사랑에 빠지는 이야기를 다루고 있다.
이 소설을 원작으로 1971년 3월 루키노 비스콘티 감독은 동명의 영화를 제작·발표하였다. 이 영화의 배경 음악은 오스트리아 출생의 위대한 지휘자 중 한명으로 거론되며, 교향곡 5번으로 널리 알려져 있는 구스타프 말러를 모티프로 제작되어 큰 관심을 받았다.

## 저작 동기와 영향
토마스 만은 이 작품이 쓰게 된 동기로 요한 볼프강 폰 괴테가 18살의 울리히 폰 레페쵸를 사랑한 실제 이야기에 감동받아 쓴 것으로 본다.  또 다른 동기로는 1911년 5월에 작곡가 구스타프 말러의 비엔나에서의 죽음과 그해 여름 베네치아에서의 소년 블라드지오에 관심을 가진 것도 포함된다.  그는 인생과 정신간의 관계에 대하여 어떤 확신이 있는지를 조명하기 위해 이 소설을 썼다.  또한 만은 지그문트 프로이트의 꿈에 대한 관점과 철학자 니체가 베네치아를 여러 번 방문한 것도 영향을 받았다.  